# Liste von Rundkirchen
Die Liste von Rundkirchen nennt bestehende oder ehemalige Rundkirchen. Diese eher seltene Bauform für Kirchen und Kirchtürme ist unter anderem bekannt aus Dänemark, Schweden und Norwegen, aber auch aus Deutschland, Frankreich, Vereinigtes Königreich, Polen, Tschechien und Ungarn.

## Bulgarien
| Abbildung | Name               | Ort            | Zeit            | Anmerkungen |
| --------- | ------------------ | -------------- | --------------- | ----------- |
|           | Rundkirche Preslaw | Weliki Preslaw | 10. Jahrhundert | Ruine       |

## Dänemark
| Abbildung | Name                 | Ort       | Zeit            | Beschreibung |
| --------- | -------------------- | --------- | --------------- | ------------ |
|           | Sankt-Ols-Kirche     | Olsker    | 12. Jahrhundert |              |
|           | Kirche von Østerlars | Østerlars |                 |              |
|           | Ny Kirke             | Nyker     | 12. Jahrhundert |              |
|           | Kirche von Nylars    | Nylars    |                 |              |
|           | Kirche von Thorsager | Thorsager | 12. Jahrhundert |              |
|           | Kirche von Horne     | Horne     |                 |              |
|           | Kirche von Bjernede  | Sorø      |                 |              |

## Deutschland
| Abbildung | Name                      | Ort                              | Zeit                   | Beschreibung |
| --------- | ------------------------- | -------------------------------- | ---------------------- | --- |
|           | Michaelskirche            | Fulda                            | 9. Jahrhundert         | |
|           | Kapelle (Rotunde)         | Wiprechtsburg Groitzsch, Sachsen | um 1090                | Ruine |
|           | Kapelle                   | Burg Höfe, Hessen                | 8. oder 9. Jahrhundert | ehemalige Rundkapelle in einer Burganlage, nicht mehr vorhanden, Durchmesser 6 Meter, mit Nordapsis |
|           | Schottenkloster Eichstätt | Eichstätt                        | 12. Jahrhundert        | |
|           | Rundkirche Untersuhl      | Untersuhl                        | 16. Jahrhundert        | |
|           | Hedwigskathedrale         | Berlin                           | Ab 1747                | Bischofskirche des Erzbistums Berlin, im Auftrag von Friedrich dem Großen nach Plänen von Georg Wenzeslaus von Knobelsdorff im Stil des Friderizianischen Rokoko |
|           | Rundkirche Oberneisen     | Oberneisen                       | 1816–1819              | Von 1816 bis 1819 wurde eine Rundkirche im klassizistischen Stil, geplant von Friedrich Ludwig Schrumpf und finanziert von den Gemeinden Lohrheim, Netzbach und Oberneisen, gebaut. Der romanische Westturm wurde in den Neubau mit einbezogen. Die „Dom des Aartals“ genannte Kirche ist, soweit bekannt, die einzige Rundkirche nördlich der Alpen, in der sich der Altar in der Mitte des Raums befindet. Der runde Altar besteht aus einer Marmorplatte mit 1,75 Metern Durchmesser. Die Kirche hat im Erdgeschoss 250 Sitzplätze und bietet auf der Empore weiteren 250 Menschen Platz. |
|           | Auferstehungskirche       | Essen                            | 1930                   | Von Otto Bartning entworfene evangelische Kirche im Südostviertel |
|           | St. Engelbert             | Köln-Riehl                       | 1931                   | von Dominikus Böhm entworfene katholische Pfarrkirche mit exakt rundem Grundriss, die vieleckig wirkt |
|           | St. Franziskus            | Köln                             | 1961                   | Von Hans Schilling entworfene katholische Pfarrkirche |
|           | St. Josef                 | Baden-Baden                      | 1961                   | von Hugo Becker, Mainz entworfene katholische Pfarrkirche |
|           | Hildegardkirche           | Bonn-Bad Godesberg               | 1963                   | Von Emil Steffann entworfene Rundkirche in Mehlem, (im Meisengarten) nach dem Vorbild von Santo Stefano Rotondo in Rom |
|           | Neue Evangelische Kirche  | Wommelshausen                    | 1965                   | Wommelshausen, Bad Endbach |

## Frankreich
| Abbildung | Name                             | Ort                                               | Zeit | Beschreibung |
| --------- | -------------------------------- | ------------------------------------------------- | ---- | ------------ |
|           | Santa Maria de Planès            | Roussillon, située à six kilomètres de Mont-Louis |      |              |
|           | St. Martin                       | Saint-Martin (Bas-Rhin)                           |      |              |
|           | Friedhofskapelle Chambon-sur-Lac | Chambon-sur-Lac                                   |      |              |
|           | Ste-Marie de Lanleff             | Lanleff                                           |      |              |

## Großbritannien
| Abbildung | Name                         | Ort                      | Zeit                | Beschreibung |
| --------- | ---------------------------- | ------------------------ | ------------------- | ------------ |
|           | Kirche von Little Maplestead | Little Maplestead, Essex | um 1340             |              |
|           | Temple Church                | London                   |                     |              |
|           | Rundkirche von Orphir        | Scapa Flow               | 11./12. Jahrhundert |              |

## Italien
| Abbildung | Name                  | Ort | Zeit                         | Anmerkungen                                                                                      |
| --------- | --------------------- | --- | ---------------------------- | ------------------------------------------------------------------------------------------------ |
|           | Santo Stefano Rotondo | Rom | zwischen 468 und 483 geweiht | Rektoratskirche der Pfarrei Santa Maria in Domnica und Nationalkirche der ungarischen Katholiken |

## Norwegen
| Abbildung | Name            | Ort      | Zeit                | Anmerkungen |
| --------- | --------------- | -------- | ------------------- | --- |
|           | St.-Olav-Kirche | Tønsberg | 1191 fertiggestellt | Ehemalige Kirche eines Prämonstratenserklosters, nicht mehr vorhanden, 23 Meter Durchmesser, einzige bekannte Rundkirche in Norwegen |

## Polen
| Abbildung | Name                | Ort      | Zeit | Anmerkungen                      |
| --------- | ------------------- | -------- | ---- | -------------------------------- |
|           | St. Prokop-Rotunde  | Strzelno | 1133 | größte romanische Rotunde Polens |
|           | St. Nikolai-Rotunde | Cieszyn  |      |                                  |

## Schweden
| Abbildung | Name                      | Ort        | Zeit                                       | Beschreibung                                          |
| --------- | ------------------------- | ---------- | ------------------------------------------ | ----------------------------------------------------- |
|           | Kirchenruine von Agnestad | Falköping  | erbaut zweite Hälfte des 12. Jahrhunderts, | aufgegeben in der zweiten Hälfte des 16. Jahrhunderts |
|           | Kirche von Bromma         | Bromma     |                                            |                                                       |
|           | Kirche von Munsö          | Munsö      |                                            |                                                       |
|           | Kirche von Hagby          | Hagby      |                                            |                                                       |
|           | Kirche von Skörstorp      | Skörstorp  |                                            |                                                       |
|           | Kirche von Solna          | Solna      |                                            |                                                       |
|           | Kirche von Valleberga     | Valleberga |                                            |                                                       |
|           | Kirche von Vårdsberg      | Vårdsberg  |                                            |                                                       |
|           | Kirche von Voxtorp        | Voxtorp    |                                            |                                                       |

## Schweiz
|  | Kapelle Maria Himmelfahrt, Engelberg-Trübsee, 1935, Die "Trübseekapelle" wurde 1935 am Nordostufer des Trübsee auf 1780 m ü. M. nach den Plänen des Architekten Arnold Stöckli, Stans, als Rundkapelle gebaut und am 8. September 1935 von Abt Leodegar Hunkeler vom Kloster Engelberg eingeweiht. |

## Tschechien
| Abbildung | Name                       | Ort           | Zeit | Beschreibung |
| --------- | -------------------------- | ------------- | ---- | ------------ |
|           | St Peter                   | Starý Plzenec |      |              |
|           | St. Martin                 | Vyšehrad      |      |              |
|           | St Katherina               | Česká Třebová |      |              |
|           | Jiří na hoře Říp           | Říp           |      |              |
|           | Panny Marie a sv. Kateriny | Znojmo        |      |              |

## Ungarn
| Abbildung | Name                   | Ort        | Zeit    | Anmerkungen |
| --------- | ---------------------- | ---------- | ------- | ----------- |
|           |                        | Öskü       |         |             |
|           | Selo, Moravske Toplice | Nagytótlak |         |             |
|           | Sankt-Anna-Kirche      | Kallósd    | um 1260 |             |